# Воєнний стан у Росії (2022)
Воєнний стан у Росії запроваджено з 20 жовтня 2022 року під час триваючого вторгнення Росії в Україну і через місяць після оголошення мобілізації. Президент Володимир Путін видав два укази: «Про введення воєнного стану на територіях „ДНР“, „ЛНР“, Запорізької та Херсонської областей» і «Про заходи, які вживають у суб'єктах Російської Федерації у зв'язку з Указом Президента Російської Федерації від 19 жовтня 2022 р. № 756».
У повному обсязі воєнний стан введено на анексованих Росією територіях України («ДНР», «ЛНР», Херсонська область, Запорізька область). У прикордонних з Україною регіонах — Брянській, Курській, Бєлгородській, Воронезькій, Ростовській областях, Краснодарському краї, а також в анексованих Криму та Севастополі був введений «середній рівень реагування» (що є застосуванням 6 із 19 пунктів воєнного стану), в інших регіонах Центрального і Південного федеральних округів — «рівень підвищеної готовності» (4 із 19 пунктів), а в інших суб'єктах РФ — «рівень базової готовності» (2 із 19 пунктів).
Офіційні особи після виходу указів заявили, що жодних заходів, що обмежують життя і свободу переміщення, не планується.
Режим воєнного стану було введено вперше в новітній історії Росії. Востаннє режим воєнного стану на території сучасної Росії було введено в СРСР у травні 1943 року під час Другої світової війни.

## Передісторія

### Попередні законодавчі новели
20 вересня Державна дума Росії одноголосно ухвалила поправки про внесення до Кримінального кодексу понять «воєнний стан» і «воєнний час», і введення кількох статей, пов'язаних із військовими діями. Закон також ввів покарання (частина 2.1 статті 332 КК) за невиконання наказу в період «воєнного стану» або «воєнного часу».

## Оголошення
19 вересня 2022 року президент Росії Володимир Путін на початку засідання Ради Безпеки РФ, присвяченому міграційній політиці, оголосив про підписання указу про введення воєнного стану на анексованих на початку жовтня 2022 року територіях України. Режим воєнного стану дає змогу запровадити обмежувальні заходи, як-от, наприклад, комендантська година, вилучення приватної власності, обмеження в'їзду/виїзду та свободи пересування, інтернування іноземців, примусове переселення місцевих мешканців, заборона мітингів та страйків та інші. Президент додав, що «до вступу до складу Росії» на цих територіях уже діяв «режим воєнного стану», а указ підписали, щоб «оформити цей режим уже в рамках російського законодавства». Крім того, в суб'єктах, що межують з Україною, ввели «режим середнього рівня реагування», що дає змогу проводити «мобілізаційні заходи у сфері економіки» і «заходи з територіальної оборони», у суб'єктах ЦФО і ПФО запровадили «режим підвищеної готовності», який дає змогу проводити «заходи з територіальної оборони», а також запровадити особливий режим для об'єктів, що забезпечують роботу транспорту та зв'язку, а також об'єктів енергетики, а в решті Росії — «режим базової готовності». Крім цього, Путін доручив уряду підготувати проєкт указу про створення координаційної ради при кабінеті міністрів і представити пропозиції щодо заходів, що застосовуються на територіях, на яких запроваджено режим воєнного стану, а також наділив глав усіх суб'єктів Росії додатковими повноваженнями. Увечері того ж дня, Рада Федерації одноголосно затвердила указ Путіна про введення воєнного стану на анексованих територіях.

## Характер

### Нормативно-правові акти
Пункт № 3 основного указу свідчить: "За необхідності в Російській Федерації в період дії воєнного стану можуть застосовуватися інші заходи, передбачені Федеральним конституційним законом від 30 січня 2002 р. № 1-ФКЗ «Про воєнний стан».

## Реакція у Росії
Одразу після опублікування указів прессекретар президента Дмитро Пєсков пообіцяв, що закриття кордонів не планується. Водночас секретар Радбезу Микола Патрушев сказав, що російська влада посилить міграційний контроль і відповідальність іноземців за порушення правил перебування.
Мер Москви Сергій Собянін заявив, що запроваджувати заходи, що обмежують життя і свободу переміщення, не планується, зі схожими заявами виступили в адміністраціях Курської та Воронезької областей.

## Нормативні правові акти та законопроєкти
- Указ Президента Російської Федерації від 19.10.2022 № 756 «Про запровадження військового стану на територіях Донецької Народної Республіки, Луганської Народної Республіки, Запорізької та Херсонської областей»
- Указ Президента Російської Федерації від 19.10.2022 № 757 «Про заходи, що здійснюються в суб'єктах Російської Федерації у зв'язку з Указом Президента Російської Федерації від 19 жовтня 2022 р. № 756»